# Georg Geisler
Georg Geisler (* 27. Juni 1881; † 1964) war ein deutscher Verwaltungsjurist.

## Leben
Geisler studierte Rechtswissenschaft an der Albert-Ludwigs-Universität. 1900 wurde er Mitglied des Corps Suevia Freiburg. Er wurde zum Dr. iur.  promoviert. Nach dem Assessorexamen wurde er 1908 Hilfsarbeiter im Königlichen preußischen Justizministerium. Noch im selben Jahr wurde er zum besoldeten Stadtrat von Gleiwitz gewählt. 1912 erfolgte seine Wahl zum 2. Bürgermeister. Von 1925 bis 1933 war er Oberbürgermeister von Gleiwitz. Geisler gehörte dem Deutschen Zentrumspartei an. Diese wurde von den Nationalsozialisten bekämpft, weil es zu Demokratie und Rechtsstaat stand. Geisler wandte sich 1931 bei einer Festveranstaltung der Alten Herren seines Corps gegen die Diskriminierung „jüdischer“ Studenten durch die sich wegen vermeintlicher „arischer“ Abstammung überlegen fühlenden Kommilitonen. Geisler wurde im Jahr 1933 durch die Nationalsozialisten widerrechtlich von seinem Posten als Bürgermeister entfernt. Statt seiner wurde ein Nationalsozialist eingesetzt.

## Auszeichnungen
- Eisernes Kreuz am weißen Bande
- Zivil-Verdienstkreuz
- Franz-Joseph-Orden
- Militärverdienstkreuz (Österreich)

## Werke
- Gleiwitz, die Stadt der grossen Zukunft. Oberschlesische Werbewoche, Gleiwitz, 11. – 18. Mai 1924. GoogleBooks
- Gleiwitz. Gegenwart und Zukunft einer aufblühenden Stadt Oberschlesiens. 1928. GoogleBooks